# Messier 35
A Messier 35 (más néven M35, vagy NGC 2168) egy nyílthalmaz az Ikrek csillagképben.

## Felfedezése
Az M35 nyílthalmazt 1745-46-ban fedezte fel Philippe Loys de Chéseaux. 1750 előtt John Bevis tőle függetlenül szintén megtalálta a halmazt. Charles Messier 1764. augusztus 30-án katalogizálta.

## Tudományos adatok
A halmaz korát 100 millió évre becsülik. 5 km/s sebességgel közeledik felénk.

## Megfigyelési lehetőség
Az M35 megfelelően jó körülmények között akár szabad szemmel is látható.